# هویت بورن (فیلم)
هویت بورن (به انگلیسی: The Bourne Identity) فیلمی اکشن مهیج به کارگردانی داگ لیمان و نویسندگی تونی گیلروی و ویلیام بلیک هیرون محصول سال ۲۰۰۲ آمریکا است که بر اساس رمانی به همین نام، به قلم رابرت لودلوم ساخته شده‌است. از بازیگران آن می‌توان به مت دیمون، فرانکا پوتنته، برایان کاکس، کلایو اوون، کریس کوپر، آدواله آکینویه آگباجه، جولیا استایلز، جاش همیلتون و والتون گوگینس اشاره کرد. این اولین قسمت در مجموعه فیلم‌های بورن به حساب می‌آید که دنباله‌های آن شامل برتری بورن (۲۰۰۴)، اولتیماتوم بورن (۲۰۰۷)، میراث بورن (۲۰۱۲) و جیسون بورن (۲۰۱۶) می‌شوند.
این فیلم در ۱۴ ژوئن سال ۲۰۰۲، توسط یونیورسال پیکچرز در ایالات متحده آمریکا اکران شد. فیلم علاوه بر استقبال منتقدان با موفقیت خوبی در گیشه همراه بود و ۲۱۴ میلیون دلار فروش رفت در حالیکه بودجه ساخت آن ۶۰ میلیون دلار بود.

## داستان
مردی آمریکایی که دچار جراحاتی مرگبار شده، توسط ماهیگیران ایتالیایی در دریای مدیترانه نجات پیدا می‌کند. او حافظه‌اش را از دست داده، اما توانایی‌های مبارزاتی و زبانی فوق‌العاده‌ای از خود نشان می‌دهد. در بدنش دستگاه لیزری کوچکی کار گذاشته شده که شماره یک صندوق امانات در زوریخ را نشان می‌دهد. برای یافتن هویت خود، به زوریخ می‌رود.
در بانک، او مجموعه‌ای از پاسپورت‌ها با نام‌های مختلف، مقادیر زیادی پول نقد و یک اسلحه پیدا می‌کند. نام یکی از گذرنامه‌ها «جیسون بورن» است، و او از این نام استفاده می‌کند. پس از ترک بانک، کارمندی مرموز موضوع را به سازمانی مخفی در سیا به نام «ترداستون» گزارش می‌دهد. مدیر ترداستون، الکساندر کانکلین، با تصور اینکه بورن فراری شده، به پلیس هشدار می‌دهد و سه قاتل حرفه‌ای با رمزهای کستل، منهیم و پروفسور را برای کشتن او اعزام می‌کند.
در همین حال، «وارد ابوت» معاون سازمان، درباره ترور نافرجام دیکتاتور آفریقایی تبعیدی، وومبوزی، از کانکلین توضیح می‌خواهد. وومبوزی تهدید کرده که مأموری که در ترورش ناکام مانده را شناسایی خواهد کرد. بورن برای فرار از تعقیب، وارد کنسولگری آمریکا می‌شود و سپس با ارائه ۲۰ هزار دلار به زنی آلمانی به نام «ماری»، از او می‌خواهد که تا پاریس رانندگی کند.
در آپارتمانی در پاریس که ظاهراً متعلق به اوست، بورن تماسی می‌گیرد و متوجه می‌شود یکی از نام‌های پاسپورتش، «جان مایکل کین»، دو هفته پیش در تصادف کشته شده. در همان لحظه، قاتلی به نام کستل به آنجا حمله می‌کند، اما بورن با مهارت او را شکست می‌دهد. کستل از بازجویی فرار کرده و خودش را از پنجره پرت می‌کند.
ماری با دیدن عکس‌های تحت تعقیب خودش و بورن، تصمیم می‌گیرد به او کمک کند. آنها از دست پلیس فرار می‌کنند و در هتلی پنهان می‌شوند. در همین زمان، وومبوزی به نقشه قتلش مشکوک شده، اما کانکلین برای سرپوش گذاشتن روی ماجرا، جنازه‌ای با هویت جعلی کین را به سردخانه می‌فرستد. با این حال، وومبوزی قانع نمی‌شود، و در نتیجه، قاتلی دیگر به نام پروفسور او را می‌کشد.
بورن در نقش کین، درباره سوءقصد به وومبوزی تحقیق می‌کند و به خاطر می‌آورد که این عملیات مربوط به خودش بوده است. او به همراه ماری به خانه‌ی روستایی برادر ناتنی ماری پناه می‌برد. کانکلین محل اختفای بورن را پیدا می‌کند و قاتل دیگری را می‌فرستد. بورن در درگیری، پروفسور را زخمی می‌کند و قبل از مرگ، او فاش می‌کند که هر دو در ترداستون فعالیت داشته‌اند. بورن خانواده ماری را به جای امنی می‌فرستد، سپس با استفاده از تلفن پروفسور با کانکلین تماس می‌گیرد و او را به ملاقات دعوت می‌کند.
وقتی بورن متوجه می‌شود که کانکلین تنها نیامده، محل را ترک می‌کند اما یک ردیاب به ماشین او وصل می‌کند. این حرکت، او را به مقر مخفی ترداستون در پاریس می‌رساند. در آنجا، با اسلحه کانکلین و نیکی پارسونز (تکنسین اطلاعاتی) را به گروگان می‌گیرد. کانکلین تلاش می‌کند حافظه بورن را تحریک کند. در نهایت، بورن به یاد می‌آورد که مأموریت ترور وومبوزی به او سپرده شده بود. او مخفیانه وارد کشتی وومبوزی شده و آماده شلیک بود، اما حضور کودکان باعث شد نتواند ماشه را بکشد. با فرار از محل، تیر خورد و حافظه‌اش را از دست داد.
بورن به کانکلین می‌گوید که از ترداستون کناره‌گیری می‌کند و اگر دنبالش بیاید، عواقب دارد. پس از ترک مخفی‌گاه، مأموران سیا به آنجا حمله می‌کنند و در نهایت کانکلین به دستور ابوت توسط منهیم کشته می‌شود. ابوت سپس به کمیته نظارت اعلام می‌کند که پروژه ترداستون تعطیل شده و نام آن را یک «برنامه‌ی فرضی مطالعاتی» می‌گذارد. در پایان، بحث به پروژه‌ی جدیدی به نام «بلک‌برایر» کشیده می‌شود.
مدتی بعد، بورن در جزیره‌ای در یونان، ماری را پیدا می‌کند که مشغول اجاره اسکوتر به گردشگران است. آن دو بار دیگر یکدیگر را در آرامشی تازه ملاقات می‌کنند.

## بازیگران
- مت دیمون در نقش جیسون بورن
- فرانکا پوتنته در نقش ماری کروتز
- کریس کوپر در نقش الکساندر کنکلین
- کلایو اوون در نقش پروفسور
- برایان کاکس در نقش وارد ابوت
- گابریل مان در نقش دنی زورن
- جولیا استایلز در نقش نیکی پارسونز

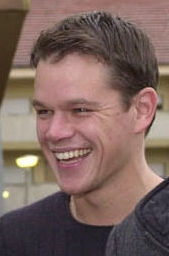
مت دیمون در سال ۲۰۰۱

- اورسو ماریا گوئرینی در نقش جیانکارلو

همچنین والتون گاگینز، جاش همیلتون و دیوید بامبر در نقش‌های کوتاه در فیلم ظاهر شده‌اند.

## تولید
لیمان اعلام کرد که از زمان خواندن رمان، طرفدار رمان بوده‌است و قصد داشت اقتباس سینمایی از این رمان تهیه کند. پس از تضمین حقوق کتاب از طرف برادران وارنر و نوشتن فیلمنامه اولیه توسط تونی گیلروی، فیلم دوسال پیش‌تولید را پشت‌سر گذاشت. یونیورسال پیکچرز به امید ساخت مجموعه فیلم، امتیاز تمام رمان‌های رابرت لودلوم را خرید. ویلیام بلیک هرون برای بازنویسی فیلمنامه در سال ۱۹۹۹، وارد کار شد.
خاطرات پدر لیمان، آرتور لیمان، درمورد مشارکت وی در مجلس سنای ایالات متحده آمریکا، برای او بسیار الهام‌بخش بود. بسیاری از جنبه‌های شخصیت الکساندر کنکلین بر اساس خاطرات پدرش از الیور نورث بود. لیمان اعتراف کرد که برای مدرنیزه کردن مطالب و انطباق آن با اعتقادات خودش درمورد سیاست خارجی ایالات متحده آمریکا، بیش‌تر محتوای رمان را از پیش‌فرض اصلی جمع کرده‌است.
لیمان بازیگرانی چون برد پیت، راسل کرو، آرنولد شوارتزنگر، تام کروز و سیلوستر استالونه را برای نقش جیسون بورن در نظر داشت اما در نهایت او مت دیمون را برای این نقش انتخاب کرد. دیمون به مدت سه‌ماه آموزش گسترده را در زمینه بدل‌کاری، استفاده از سلاح، بوکس و اسکریما را پشت سرگذاشت.
فیلم‌برداری در ۳۱ اکتبر ۲۰۰۰ آغاز شد. از ابتدای فیلم‌برداری مشکلات موجود در استودیو، سرعت پیشرفت فیلم را کاهش داد. تعدادی از بازسازی فیلم‌نامه‌ها و مشکلات زمان‌بندی، اکران فیلم را از سپتامبر ۲۰۰۱ تا ژوئن ۲۰۰۲ به تأخیر انداخت. فیلم‌برداری در پاریس، پراگ، رم، میکونوس و زوریخ انجام شد.
اگرچه رابرت لودلوم در سال ۲۰۰۱ درگذشت، اما به عنوان یکی از تهیه‌کننده‌های اجرایی فیلم بود.

## دنباله
هویت بورن اولین فیلم از مجموعه فیلم‌های بورن محسوب می‌شود که دنباله‌های آن شامل برتری بورن (۲۰۰۴)، اولتیماتوم بورن (۲۰۰۷)، میراث بورن (۲۰۱۴) و جیسون بورن (۲۰۱۶) می‌شوند. لیمان به عنوان مدیر اجرایی تولید در دو فیلم برتری بورن و اولتیماتوم بورن حضور داشت.